# اکتادکان
اکتا دکان (انگلیسی: Octadecane) نوعی آلکان با ۱۸ اتم کربن است.